# Raw Deluxe
Albums de Jungle Brothers
J Beez wit the Remedy
(1993) V.I.P.
(2000)
Singles
1. Brain
Sortie : 1997

Raw Deluxe est le quatrième album studio des Jungle Brothers, sorti le 3 juin 1997.
L'album s'est classé 12e au Heatseekers et 37e au Top R&B/Hip-Hop Albums.

## Liste des titres
| No  | Titre                                                                           | Contient un (des) sample(s) de                               | Durée |
| --- | ------------------------------------------------------------------------------- | ------------------------------------------------------------ | ----- |
| 1.  | Jungle Brother (True Blue)                                                      | Family Reunion des O'Jays                                    | 4:07  |
| 2.  | Changes                                                                         |                                                              | 3:50  |
| 3.  | Black Man on Track                                                              |                                                              | 4:37  |
| 4.  | Toe to Toe                                                                      |                                                              | 3:58  |
| 5.  | Moving Along                                                                    |                                                              | 4:43  |
| 6.  | Gettin Money                                                                    | Summer in the City de Quincy Jones featuring Valerie Simpson | 4:09  |
| 7.  | Where You Wanna Go                                                              |                                                              | 3:16  |
| 8.  | Brain (featuring Black Thought)                                                 |                                                              | 4:56  |
| 9.  | Handle My Business                                                              |                                                              | 3:51  |
| 10. | How Ya Want It We Got It (Native Tongues Remix) (featuring De La Soul et Q-Tip) | Theme From the Godfather de Jesus Acosta & the Professionals | 4:35  |
| 11. | Bring It On                                                                     |                                                              | 4:21  |
| 12. | Jungle Brother (Stereo MC's Mix)                                                |                                                              | 5:05  |